# 10247 Amphiaraos
10247 Amphiaraos (6629 P-L) là một thiên thể Troia của Sao Mộc được phát hiện ngày 24 tháng 9 năm 1960 bởi C. J. van Houten và I. van Houten-Groeneveld.